# Serguei Staníxev

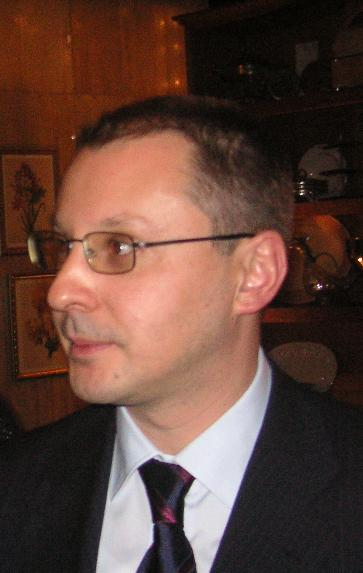
Serguei Staníxev

Serguei Dmítrievitx Staníxev (en búlgar Сергей Дмитриевич Станишев) (5 de maig de 1966) és un polític búlgar que ocupà el càrrec de primer ministre de Bulgària i president del Partit Socialista Búlgar (BSP).

## Biografia
Staníxev va néixer a Kherson, Ucraïna (llavors part de la Unió Soviètica). El van educar a la Universitat Estatal de Moscou, on va obtenir el doctorat en història el 1994. El maig de 2000 el van triar com a membre del consell suprem del Partit Socialista Búlgar. El desembre de 2001, Staníxev va ser elegit president del Partit Socialista Búlgar. Staníxev ha gaudit d'una aprovació pública considerable, principalment a causa de les seves grans habilitats intel·lectuals i els seus esforços encertats de modernitzar el Partit Socialista Búlgar.

### Primer ministre
Després de guanyar les eleccions legislatives búlgares de 2005 encapçalant la coalició Coalició per Bulgària, el 27 de juliol de 2005 el Parlament búlgar el va triar com a nou primer ministre, va formar govern fins al 27 de juliol de 2009, quan el nou partit de centredreta Ciutadans pel Desenvolupament Europeu de Bulgària (GERB) de Boiko Boríssov va guanyar les eleccions en les què el BSP va perdre la meitat dels escons,

### President del Partit dels Socialistes Europeus
Poul Nyrup Rasmussen va dimitir com a President a la Convenció Progressista del Partit dels Socialistes Europeus a Brussel·les el 24 de novembre de 2011, i va ser substituït, com a president interí Staníxev, confirmat el setembre de 2012 al Congrés del PSE a Brussel·les, el juny de 2015 a Budapest i el desembre de 2019 a Lisboa.
A principis de juliol de 2014, Staníxev va anunciar que renunciaria com a líder del BSP i el 27 de juliol, al 48è congrés del BSP, el president titular de l'Assemblea Nacional, Mihail Mikov, va ser elegit per succeir a Staníxev com a president del partit.
El 14 d'octubre de 2022 el Partit dels Socialistes Europeus va elegir al suec Stefan Löfven com a president del partit, rellevant Staníxev.